# Гердсхаген
Гердсхаген (нем. Gerdshagen) — община в Германии, в земле Бранденбург.
Входит в состав района Пригниц. Подчиняется управлению Майенбург. Население составляет 535 человек (на 31 декабря 2010 года). Занимает площадь 22,55 км².
Коммуна подразделяется на 3 сельских округа.
| Год  | Население |
| ---- | --------- |
| 2005 | 629       |
| 2010 | 547       |